# Všechlapy (Zabrušany)
Všechlapy (německy Wschechleb) jsou vesnice, část obce Zabrušany v okrese Teplice. Nachází se asi 0,5 km na sever od Zabrušan. Při západním okraji vesnice je na potoce Bouřlivec situována vodní nádrž Všechlapy. V roce 2011 zde trvale žilo 283 obyvatel.
Všechlapy leží v katastrálním území Všechlapy u Zabrušan o rozloze 4,61 km². V katastrálním území Všechlapy u Zabrušan leží i Straky a Štěrbina.

## Historie
První písemná zmínka pochází z roku 1406.

## Obyvatelstvo
Při sčítání lidu v roce 1921 zde žilo 609 obyvatel (z toho 288 mužů), z nichž bylo 163 Čechoslováků, 444 Němců a dva cizinci. Kromě římskokatolické většiny byli dva lidé evangelíky, tři patřili k neuváděným církvím a 108 lidí bylo bez vyznání. Podle sčítání lidu z roku 1930 měla vesnice 728 obyvatel: dvě stě Čechoslováků, 522 Němců a šest cizinců. Bez vyznání bylo 130 obyvatel, ale 564 se jich hlásilo k římskokatolické církvi, sedm k evangelickým církvím, čtyři byli židé a tři lidé patřili k nezjišťovaným církvím.
|                                                                    | 1869 | 1880 | 1890 | 1900 | 1910 | 1921 | 1930 | 1950 | 1961 | 1970 | 1980 | 1991 | 2001 | 2011 |
| ------------------------------------------------------------------ | ---- | ---- | ---- | ---- | ---- | ---- | ---- | ---- | ---- | ---- | ---- | ---- | ---- | ---- |
| Obyvatelé                                                          | 216  | 317  | 361  | 506  | 568  | 609  | 728  | 425  | 408  | 368  | 353  | 286  | 306  | 283  |
| Domy                                                               | 30   | 35   | 44   | 51   | 66   | 69   | 91   | 93   | .    | 75   | 79   | 83   | 83   | 84   |
| Počet domů z roku 1961 je zahrnut v domech místní části Zabrušany. |      |      |      |      |      |      |      |      |      |      |      |      |      |      |

## Pamětihodnosti
- Sousoší Piety z roku 1776[8] (kulturní památka)